# 格涅伊索瓦亞峰
71°33′S 12°10′E / 71.550°S 12.167°E
格涅伊索瓦亞峰（英語：Gneysovaya Peak）是南極洲的山峰，位於東部南極洲的毛德皇后地，屬於沃爾塔特山脈中西彼得曼山脈的一部分，海拔高度2,050米，該山峰由德國探險隊發現。